# 橫廠式水上偵察機

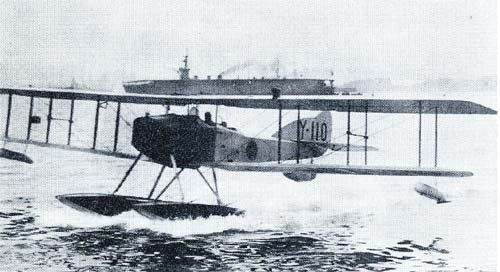
橫廠式水上偵察機,,背景軍艦為鳳翔號航空母艦

橫廠式水上偵察機，原名橫廠式ロ號甲型水上偵察機，為橫須賀海軍工廠為舊日本海軍開發的單機複葉複座雙浮舟式水上偵察機。1923年12月改名為橫廠式水上偵察機。

## 開發起源與歷史
第一次世界大戰開始後日本引進大量的飛機，舊日本海軍也開始於橫須賀開發新機體。主設計師為馬越喜七上尉，也有得到後來創立中島飛機公司的中島知久平協助的說法。設計時重視機體穩定性與操縱性，於1917年末首度試飛。最大時速156公里，運動性能也相當優秀。初期引擎採用薩爾牟遜M9（140馬力），之後改裝為薩爾牟遜2M7（200馬力），最後又改為搭載三菱製伊斯帕諾-絮扎V型8汽缸引擎（200馬力）。
量產的依斯班洛型於1920年之後，也由愛知飛機公司與中島飛機公司製造。直到1925年左右仍以主力水上偵察機的身分活躍，三笠號戰艦於西伯利亞出兵時亦搭載橫廠式水上偵察機。本機共生產218架，在民間也以郵務用飛機的方式活躍。

## 飛機命名法
根據1917年12月頒布的大正七年內令兵一四號，練習用的機體稱為「イ號」、偵查用是「ロ号」、驅逐敵機用為「ハ号」、攻擊敵艦則為「ニ号」。
由此可知「横廠式ロ号甲型」，為橫須賀海軍工廠（橫廠式）製造的偵察機（ロ號）初期型（甲型）。

## 横廠式イ號甲型水上練習機
作為接續モ式小型水上偵察機（莫里士·法爾芒設計的MF.7）的水上教練機，1920年末首次試飛。比ロ號甲型略小的機體，無論速度、操縱性、穩定性均佳。引擎分別使用雷諾、賓士、依斯班洛等公司製作品，由於好評而半數以上搭載賓士引擎。共生產70架。

## 性能諸元
橫廠式水上偵察機
- 發動機：三菱HI式 水冷8汽缸（300馬力）
- 乘員數：2
- 長度：10.16公尺
- 翼展：15.69公尺
- 高度：3.67公尺
- 重量：1,000公斤
- 全武裝重量：1,300公斤
- 最高空速：155公里/時
- 航程：778公里

横廠式號甲型水上練習機
- 發動機：瓦斯電BE式 水冷6汽缸（130馬力）
- 乘員數：2
- 翼展：13.78公尺
- 全武裝重量：1,124公斤
- 最高空速：124公里/時
- 航程：3小時